# آفانتازیا

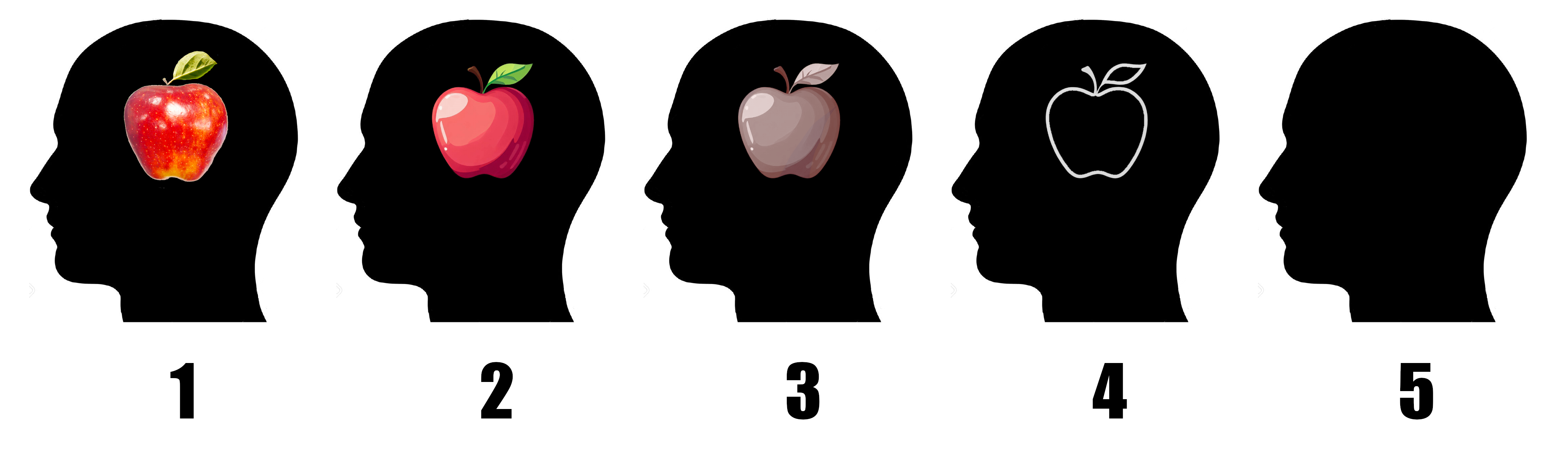
نگاره‌ای از اینکه چگونه افراد با درجات مختلف آفانتازیا ممکن است یک سیب را تجسم کنند.

آفانتازیا (به انگلیسی: Aphantasia) (‎/ˌeɪfænˈteɪʒə/‎ ay-fan-TAY-zhə, ‎/ˌæfænˈteɪʒə/‎ a-fan-TAY-zhə) نوعی ناتوانی در ایجاد تصویر ذهنی است.
این پدیده اولین بار توسط فرانسیس گالتون در سال ۱۸۸۰ توصیف شد، اما نسبتاً مطالعه نشده باقی ماند. علاقه به این پدیده پس از انتشار یک مطالعه در سال ۲۰۱۵ که توسط تیمی به سرپرستی پروفسور آدام زِمان (به انگلیسی: Adam Zeman) از دانشگاه اکستر انجام شد، تجدید شد. تیم زِمان واژه آفانتازیا را ابداع کرد، که از کلمه یونانی باستان phantasia گرفته شده است. (φαντασία) که به معنی تخیل است و پیشوند (ἀ-) که به معنای «بدون» است. افراد مبتلا به آفانتازیا، آفانتازیک، یا کمتر متداول آفانت یا آفانتازیاکس نامیده می‌شوند.
آفانتازیا را می‌توان متضاد هایپرفانتازیا، که شرایط داشتن تصویرسازی ذهنی بسیار واضح است، در نظر گرفت.

## تاریخچه
این پدیده برای اولین بار توسط فرانسیس گالتون در سال ۱۸۸۰ در یک مطالعه آماری دربارهٔ تصویرسازی ذهنی توصیف شد. گالتون دریافت که این پدیده در میان همکارانش شایع است. او نوشت:
در کمال تعجب، بیشتر دانشمندانی که اولین بار با آنها صحبت کردم، اعتراض داشتند که تصویرسازی ذهنی برایشان ناشناخته است و مرا خیال‌پرداز می‌دانستند که گمان می‌کردم واژه «تصویرسازی ذهنی» واقعاً همان چیزی است که همه تصور می‌کنند. آنها هیچ درکی از ماهیت واقعی آن نداشتند، همان‌طور که فردی که دچار کوررنگی است و از نقص خود آگاه نیست، درکی از ماهیت رنگ ندارد.
در سال ۱۸۹۷، تئودول-آرمان ریبو نوعی تخیل به نام «نوع بصری تایپوگرافی» را گزارش کرد که شامل دیدن ذهنی ایده‌ها به شکل کلمات چاپ شده بود. به‌طور خلاصه به نقل از ژاک هادامارد:
اولین کشف این نوع توسط ریبو مربوط به مردی بود که او را به‌عنوان یک فیزیولوژیست مشهور معرفی می‌کرد. برای آن مرد، حتی کلماتی مانند: «سگ، حیوان» (در حالی که او در میان سگ‌ها زندگی می‌کرد و روزانه بر روی آنها آزمایش انجام می‌داد) با هیچ تصویری همراه نبود، بلکه آنها را به صورت چاپ‌شده می‌دید. به همین ترتیب، وقتی نام یک دوست نزدیک را می‌شنید، آن را به‌صورت چاپ‌شده می‌دید و باید تلاش می‌کرد تا تصویر آن دوست را ببیند… علاوه بر این، به گفته ریبو، افرادی که به نوع بصری تایپوگرافی تعلق دارند، نمی‌توانند تصور کنند که چگونه افکار دیگران به شیوه‌ای متفاوت پردازش می‌شوند.
این پدیده تا سال ۲۰۰۵ عمدتاً مورد مطالعه قرار نگرفته بود، زمانی که پروفسور آدام زِمان از دانشگاه اکستر با مردی مواجه شد که به نظر می‌رسید پس از انجام جراحی جزئی، توانایی تجسم را از دست داده است. پس از انتشار گزارش این بیمار در سال ۲۰۱۰، افراد زیادی با زِمان تماس گرفتند و از ناتوانی مادام‌العمر خود در تجسم گزارش دادند. در سال ۲۰۱۵، تیم زِمان مقاله‌ای دربارهٔ چیزی که آنها «آفانتازیای مادرزادی» نامیدند، منتشر کرد و این پدیده دوباره مورد توجه قرار گرفت.
ایده آفانتازیا در سال ۲۰۲۰ از طریق شبکه‌های اجتماعی محبوب شد، با پست‌هایی که از خوانندگان می‌خواستند یک سیب قرمز را تصور کنند و تصویر ذهنی خود را از ۱ (تجسم عکاسی) تا ۵ (اصلاً بدون تجسم) درجه‌بندی کنند. بسیاری از فهمیدن اینکه توانایی یا ناتوانی آنها در تجسم اشیا جهانی نیست، شوکه شدند.

## افراد سرشناس مبتلا به آفانتازیا
- ادوین کتمول، یکی از بنیانگذاران پیکسار و رئیس سابق استودیو انیمیشن والت دیزنی. کتمول ۵۴۰ نفر از همکارانش در پیکسار را در مورد تجسم ذهنی آنها بررسی کرد و دریافت که مدیران تولید تمایل به تجسم قوی تری نسبت به هنرمندان دارند.[۱۸]
- گوردون کلارک، الهی‌دان و فیلسوف پرسبیترینیسم آمریکایی قرن بیستم. این ممکن است بر توسعه معرفت‌شناسی او تأثیر گذاشته باشد که بر حس فیزیکی تکیه نمی‌کند، بلکه بر وحی گزاره‌ای عقلانی از کتاب مقدس استوار است.
- لورا کیت دیل، نویسنده و فعال انگلیسی.[۱۹]
- جیمز هارکین، پادکست‌ساز بریتانیایی و نویسنده تلویزیونی[۲۰]
- ریچارد هرینگ، کمدین و پادکست بریتانیایی[۲۱]
- پن جیلت، شعبده باز و شخصیت تلویزیونی آمریکایی[۲۲]
- گلن کین، انیماتور، نویسنده و تصویرگر[۲۳]
- لین کلی، نویسنده در زمینه حافظه و تکنیک‌های حافظه. کلی گزارش داده است که او آفانتازیا دارد، اما خاطرنشان می‌کند که هنوز از روش‌های حافظه شخصی مانند شیوه لوکی استفاده می‌کند، که معمولاً تصور می‌شود به حافظه دیداری متکی است.[۲۴]
- مارک لارنس، نویسنده فانتزی[۲۵]
- یون‌ها لی، نویسنده داستان‌های علمی تخیلی[۲۶]
- لورا لکس، کمدین[۲۷]
- عماد مستقی، بنیان‌گذار و مدیر عامل استیبل دیفیوژن[۲۸]
- درک پارفیت، فیلسوف بریتانیایی. آفانتازیای او ممکن است بر علاقه دیرینه اش به عکاسی تأثیر گذاشته باشد.[۲۹][۳۰]
- بلیک راس، یکی از خالقان مرورگر وب موزیلا فایرفاکس.[۳۱] در آوریل ۲۰۱۶، راس مقاله ای را منتشر کرد که در آن آفانتازیای خود و درک خود از این که همه آن را تجربه نمی‌کنند، توصیف کرد.[۳۲][۳۳] این مقاله در رسانه‌های اجتماعی و در منابع خبری مختلف بازتاب گسترده‌ای پیدا کرد.[۳۴][۳۵]
- میشل ساگارا، نویسنده فانتزی[۳۶]
- متیو ایگلسیاس، روزنامه‌نگار و یکی از بنیانگذاران واکس[۳۷]

## برای مطالعه
- Cassella C (4 January 2021). "People with This Rare Brain Condition Can't 'Count Sheep' in Their Mind". Science Alert.
- Faw B (January 2009). "Conflicting Intuitions May Be Based On Differing Abilities: Evidence from Mental Imaging Research". Journal of Consciousness Studies. 16 (4): 45–68.
- Kendle A (2017). Aphantasia: Experiences, Perceptions, and Insights. Foreword by Adam Zeman. Oakamoor, Staffordshire, UK: Bennion Kearny Limited. ISBN 978-1-911121-42-8.